# Serge Zwikker
Serge Zwikker (Vlaardingen, 28 aprile 1973) è un ex cestista olandese, professionista in Spagna, Italia e Paesi Bassi.

## Carriera
È stato selezionato dagli Houston Rockets al secondo giro del Draft NBA 1997 (29ª scelta assoluta).

## Palmarès
- McDonald's All-American Game (1992)